# Пилюшенко, Виталий Лаврентьевич
Пилюшенко Виталий Лаврентьевич (1 августа 1937, Донецк — 31 августа 2015, с. Ямполь Донецкой области) — советский, украинский ученый — металлург, заслуженный деятель науки и техники Украины (2002), лауреат Государственной премии СССР (1989) и Украины (2002) в области науки и техники, член-корреспондент Национальной Академии наук Украины, доктор технических наук, профессор.

## Биография
Родился 1 августа 1937 года в городе Донецк (бывш. Сталино). В 1944 году пошёл в школу в городе Гурьев (ныне Атырау, Казахстан), куда семья была эвакуирована во время войны. С 1945 по 1948 рок учился в школе г. Кутаиси (Грузия). В 1948 году семья вернулась в г. Сталино, где окончил среднюю школу № 1. В 1959 году окончил Донецкий политехнический институт (сейчас Донецкий национальный технический университет) по специальности «Металловедение и термическая обработка металлов» и начал трудовую деятельность контрольным мастером на предприятии в г. Саратов. В том же году был переведен на Новокраматорский машиностроительный завод, где работал старшим инженером металлографической лаборатории, начальником лаборатории прокатных валков, начальником термической лаборатории. В 1965 −1967 годах принимал участие в строительстве металлургического комбината в городе Бхилаи (Индия). В 1971 году был переведен на Краматорский завод литья и поковок (ныне Энергомашспецсталь), где работал заместителем начальника ЦЗЛ, а затем главным металлургом предприятия. В 1973 году В. Л. Пилюшенко был переведен на Донецкий металлургический завод, где прошёл путь от руководителя группы ЦЗЛ до заместителя главного инженера завода по новой технике и технологии.
С 1984 по 1986 годы В. Л. Пилюшенко — профессор и заведующий кафедрой «Технология металлов» Донецкого политехнического института. В 1986 году решением Министерства чёрной металлургии СССР В. Л. Пилюшенко переведен в Институт чёрной металлургии НАН Украины (г. Днепропетровск) заместителем директора по научной работе, а в 1988 году он был выбран его директором. В 1996 году был приглашен на Донецкий металлургический завод на должность заместителя генерального директора по реконструкции.
В 1998 году доктор технических наук, профессор, член — корреспондент НАН Украины В. Л. Пилюшенко был приглашен в Донецкий государственный университет управления, где работал до 2014 года проректором по научной работе, заведующим кафедрой маркетингового менеджмента (кафедра маркетинга).
После длительной тяжелой болезни Виталий Лаврентьевич Пилюшенко скончался 31 августа 2015 года. Похоронен в поселке Ямполь Краснолиманского района Донецкой области.

## Научная деятельность
Под руководством и при непосредственном участии В. Л. Пилюшенко были выполнены многочисленные исследования в области качества металлоизделий, микролегирования конструкционных сталей, создание новых марок сталей и разработки новых металлургических технологий. Были разработаны и внедрены технологии производства деталей турбин-роторов, дисков, рабочих и опорных валков горячей, холодной и теплой прокатки. Выполнены исследования влияния технологии выплавки, разливки и пластической деформации на формирование качественных характеристик непрерывнолитой заготовки, листа и трубной заготовки. Созданы технологии внепечной обработки стали и чугуна, производства вакуумированной шарикоподшипниковой стали, листового проката для судостроения. Выполнены фундаментальные исследования процессов кристаллизации во время внешнего воздействия и формирования структуры и физическо-механических свойств микролегированных сталей. Виталий Лаврентьевич Пилюшенко принимал участие в разработке Концепции развития чёрной металлургии Украины, принятой Верховной Радой в 1995 году.
Во время работы в Донецком государственном университете управления основными направлениями исследований В.Л. Пилюшенко были качество и конкурентоспособность металлоизделий, промышленный маркетинг, проблемы логистики и природопользования.
Виталий Лаврентьевич Пилюшенко является автором 282 научных работ, 33 монографий и учебных пособий, 145 авторских свидетельств и патентов. Под его руководством защищено 2 докторских и 17 кандидатских диссертаций.

## Признание и награды
Научная, производственная и педагогическая деятельность Виталия Лаврентьевича Пилюшенко отмечена государственными наградами и званиями.
Постановлением ЦК КПСС и Совета Министров СССР от 30 октября 1989 года В. Л. Пилюшенко присуждена Государственная премия СССР в области науки и техники за создание научных основ и технологий термомеханического упрочнения сталей и сплавов.
В 1995 году В. Л. Пилюшенко был избран членом-корреспондентом Национальной Академии наук Украины по специальности «Металлургия».
В 2002 году ему присвоено почетное звание «Заслуженный деятель науки и техники Украины», а в декабре того же года присуждена Государственная премия Украины в области науки и техники за разработку и реализацию энерго- и ресурсосберегающих технологических циклов производства конкурентоспособных металлоизделий на основе комплекса печей-ковшей и машин непрерывного литья заготовок.
В. Л. Пилюшенко был членом металлургической секции Комитета по Государственным премиям Украины в области науки и техники, членом редколлегий журналов «Металл и литье Украины», «Металловедение и обработка металлов», членом двух специализированных совещаний по защите докторских диссертаций. Был избран иностранным членом Королевского общества материаловедения (Англия), академиком Академии горных наук Украины, академиком Академии технологических наук Украины, академиком Академии экономических наук Украины.
Награждён правительственными наградами и грамотами.

## Семья
Отец — Пилюшенко Лаврентий Нестерович (1909—1985) родился в с. Гюновка (Великобелозерский район) Запорожской области. Работал водителем и механиком.
Мать — Мурзенко Анастасия Михайловна (1913—1991), родилась в с. Большой Янисоль (Великоновоселковский район) Донецкой области. Работала медицинской сестрой.
Сестра — Пилюшенко Тамара Лаврентьевна (1941—2022). Жена — Пилюшенко (Тихонова) Римма Александровна (1936—2017).
Дети — Александр (1959), Анастасия. Внуки — Павел (1987), Дмитрий (1998), Сергей (2003). Правнуки — Мила (2016), Михаэль (2023).